# Ірландська конфедерація
Ірландська конфедерація (ірл. Cónaidhm Chaitliceach na hÉireann) — період ірландського самоврядування між ірландським повстанням 1641 року та завоюванням Ірландії Кромвелем 1649 року. Впродовж цього періоду дві третини Ірландії перебували під правлінням Ірландської католицької конфедерації, відомої також як «Конфедерація Кілкенні» (за іменем центрального міста Кілкенні). На решті території існували анклави під владою протестантів (в Ольстері, Манстері та Ленстері), захоплені лояльними до роялістів арміями під час воєн трьох королівств. Конфедератам не вдалося протистояти тиску англійської армії під час конфлікту 1642—49 років (відомого як ірландські конфедератські війни), тож 1648 року вони приєдналися до роялістів проти маріонеткового парламенту.